# Château ducal de Ceglie Messapica
Le château ducal de Ceglie Messapica est une forteresse médiévale située au centre historique de la commune de Ceglie Messapica, province de Brindisi dans les Pouilles,.
Son origine remonte à l'époque normande et a été reconstruit et agrandi à plusieurs reprises au fil des siècles. Il domine, avec la Collegiata di Santa Maria Assunta, le point culminant de la colline sur laquelle la ville a été construite.

## Historique

### La tour normande

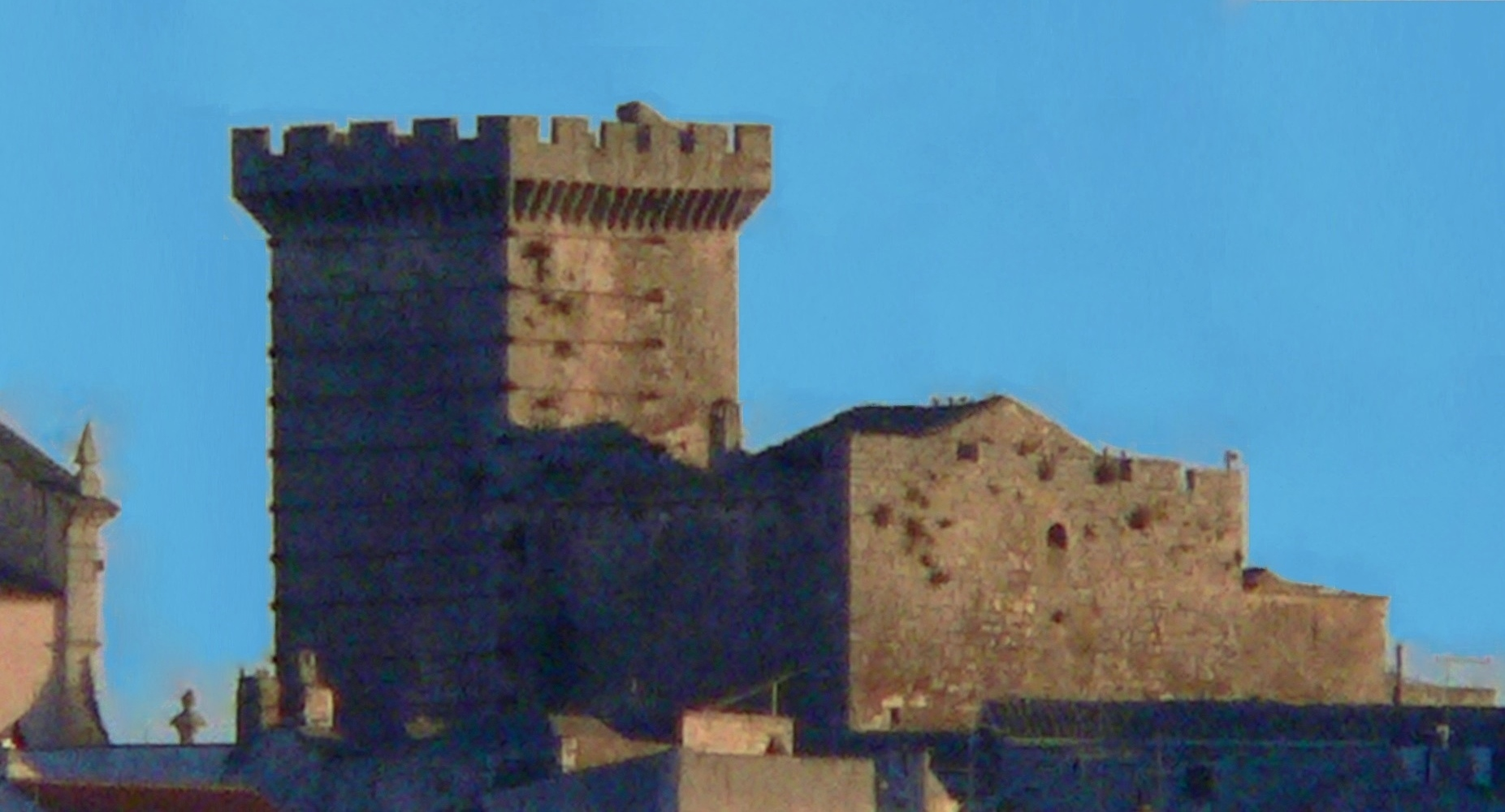
Le noyau original du château de Ceglie, la tour normande (le bâtiment le plus bas) à côté de laquelle fut ensuite construite la tour carrée.

Il n'existe pas beaucoup de traces documentaires sur le château. Par exemple, cela n'est pas mentionné dans le Statutum de reparatione castrorum de Frédéric II de Souabe. Le château a été créé à l'origine comme une tour de guet par les Normands depuis laquelle on peut observer un vaste territoire jusqu'à Brindisi et Tarente. La construction de la tour normande à côté de laquelle la tour carrée fut construite au cours des siècles suivants remonterait, selon certaines hypothèses, aux environs de 1070-1100. La première famille à y vivre fut la famille Pagano.

### Les premières extensions et l'arrivée des Sanseverino

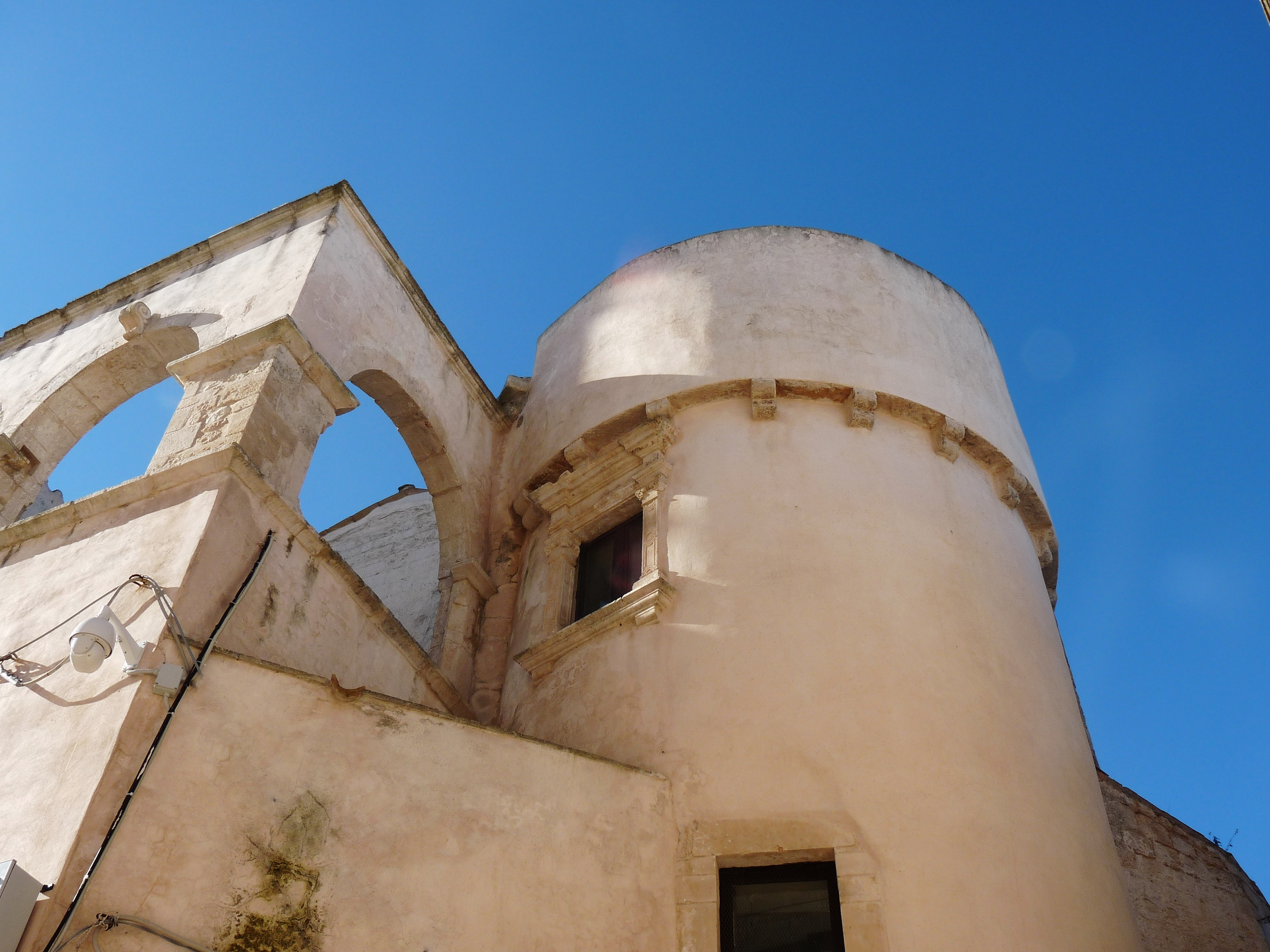
Une des trois tours angevines du château ducal.

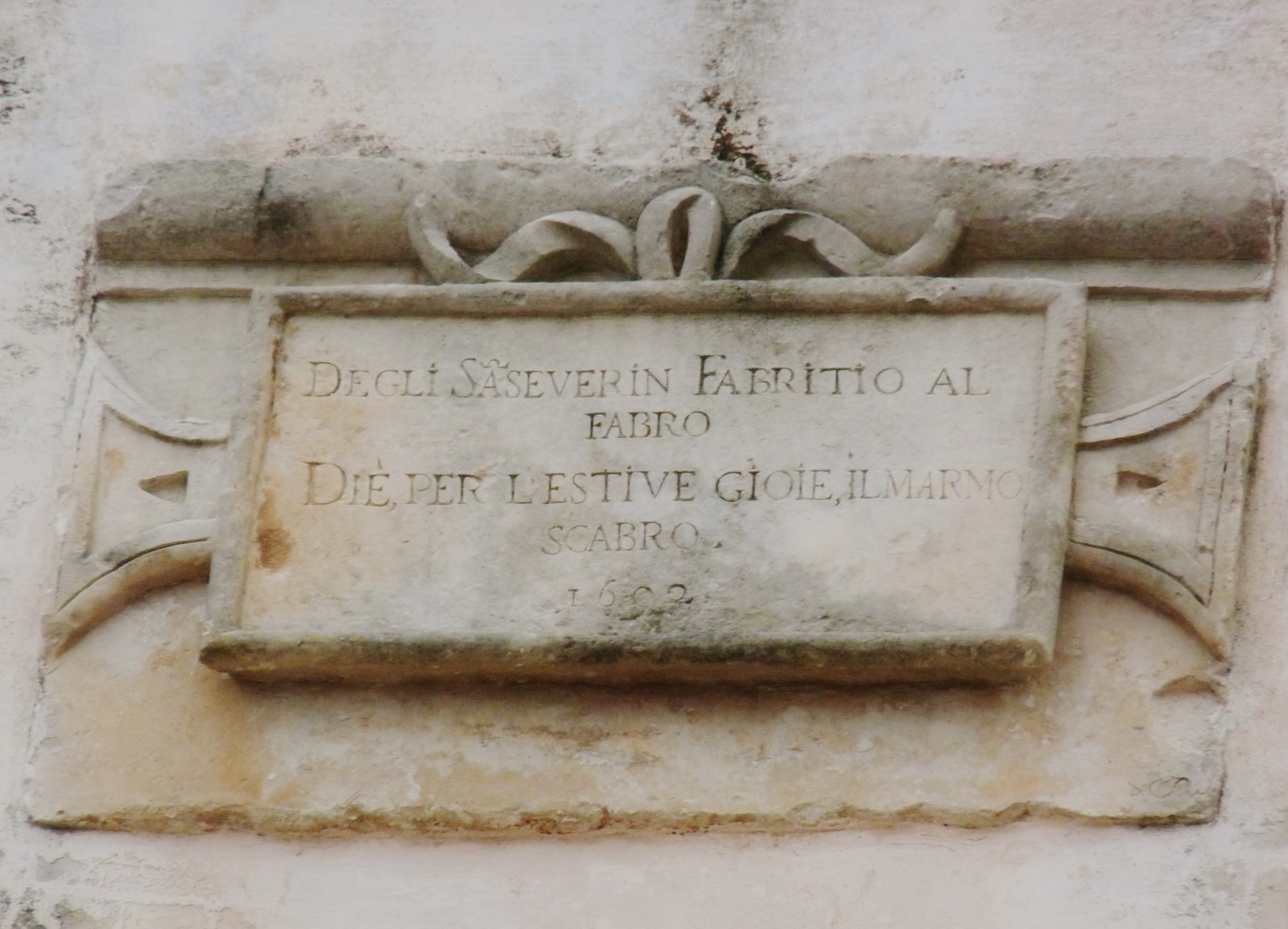
Épigraphe placée sur l'arc d'entrée du château ducal de Ceglie. L'épigraphe dit : Degli Saseverin Fabritio al Fabro Diè, pour les joies estivales, le marbre brut 1602.

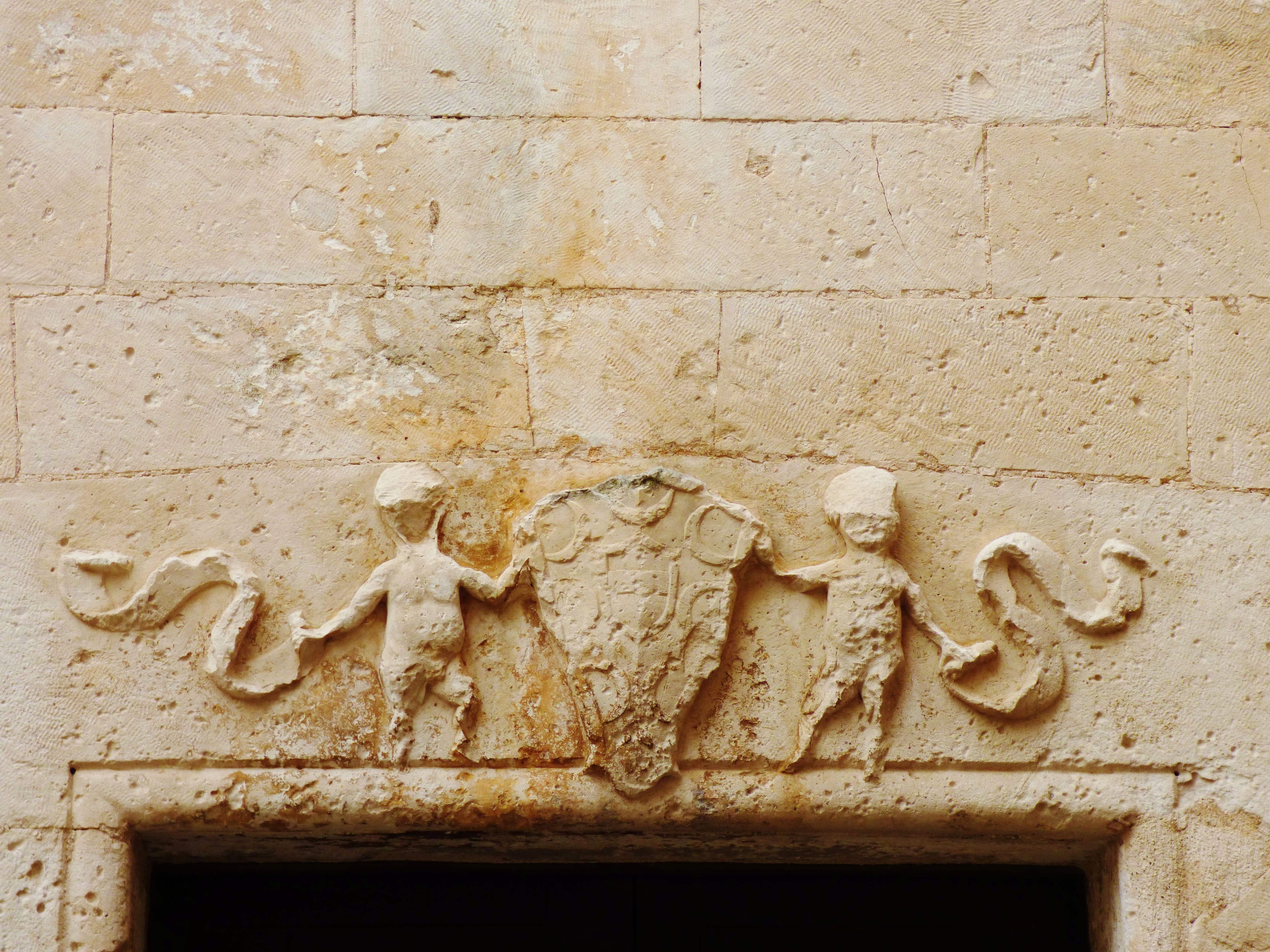
L'armoirie de la famille Sanseverino placée sur l'architrave d'une des portes de l'atrium interne du château.

Entre les XIIe et XIIIe siècles, sous les dominations souabe et angevine, les premiers agrandissements du château eurent lieu avec la construction d'autres ouvrages de fortification dont les trois tours circulaires. À cette époque diverses familles se succédèrent à la tête du château, en 1484 le château passa à la famille Sanseverino à la suite du mariage entre un membre de la maison et un de la famille Dentice.
Les Sanseverino sont certainement la famille qui a le plus marqué l'histoire du château et de la commune. Ils achetèrent le fief à la curie de Brindisi entre 1361 et 1368. Ce sont eux qui donnèrent au château un aspect plus élégant, favorisèrent la construction de la tour carrée de 34 m de haut au XVe siècle et favorisèrent l'arrivée dans la ville de certains ordres monastiques. La tour carrée et ornée de créneaux symétriques rappelle d'autres structures similaires dans les Pouilles et en Lucanie de la même époque. Les pièces sont réparties sur trois étages et sont enfin équipées d'un puits et de sous-sols qui servent de citerne ou de stockage de denrées alimentaires.

### De la fin de la famille Sanseverino à la première moitié duXXesiècle
La famille Sanseverino quitte le fief au début du XVIIe siècle. Après de brefs interrègnes en 1632, le fief fut transmis à la famille Lubrano, de qui après quelques générations passa à la famille Sisto y Britto grâce au mariage entre Caterina Lubrano et Luigi. Les familles suivantes n’ont pas réussi à laisser une marque comparable à l’héritage des Sanseverino. Les familles restreignent de plus en plus les biens du fief. Les dernières familles féodales s'alternèrent au XIXe siècle lorsque le château passa des Sisto y Britto, la première famille à porter le titre de duc de Ceglie, à la famille napolitaine Verusio. Dans la première moitié du XXe siècle, le château fut divisé en plusieurs parties selon l'axe héréditaire. Ainsi commença une phase de déclin pour certaines parties du câteau.

### L'abandon
Les descendants de Verusio décidèrent en grande partie de ne plus vivre dans le château et une partie de la famille retourna à Naples. Cela a entraîné le transfert du mobilier, l'abandon de certaines parties et une grave détérioration structurelle qui a notamment provoqué l'effondrement des couvertures et des toitures dans de nombreuses zones. La salle du Conseil a également été impliquée dans les effondrements, où un faux plafond en bois entièrement peint a été perdu. La commune a pris en charge ces parties abandonnées avec une première consolidation structurelle de la tour carrée, qui n'était pas encore propriété communale à l'époque, dans les années 1980 puis à partir de la fin des années 1990.

### Actuellement

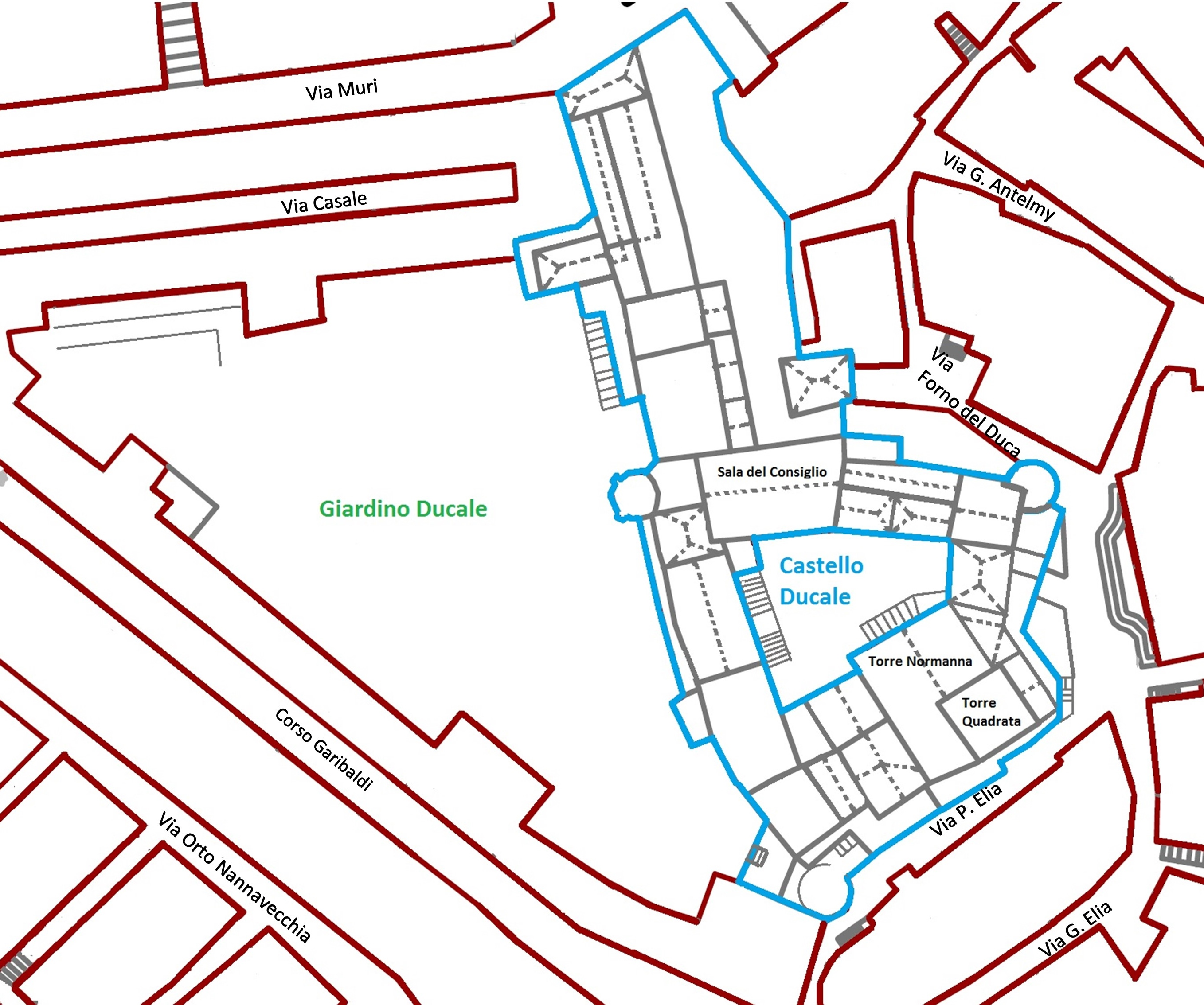
Plan du Château et du Jardin ducal de Ceglie Messapica. Le château est encerclé dans la zone aux bordures bleues.

Dès les dernières années du XXe siècle, l'administration communale a commencé à acquérir des parties du château ducal, la dernière acquisition remonte à 2014 lorsque les tours normandes et carrées et leurs environnements sont devenus propriété municipale. C'est pourquoi, au début des années 2000, l'administration municipale a commencé la restauration de certaines parties du château avec diverses interventions de récupération. 
Actuellement, plus de la moitié est de propriété publique, même si seules deux ailes peuvent être visitées et abritent depuis mai 2016 la galerie d'art Emilio Notte et la bibliothèque Pietro Gatti. Le noyau central constitué des tours normandes et carrées et les zones adjacentes encore non restaurées ne peuvent pas être visités, la partie privée, toujours propriété d'une branche de la famille Verusio, qui est la mieux conservée contient encore le mobilier d'origine, et le jardin ducal adjacent également privé.

## Description
Le château se dresse sur l'une des deux collines sur lesquelles se trouve la ville. On accède à la structure par un grand portail avec un arc en plein cintre et une entrée avec une voûte d'ogive qui mène à l'atrium de forme irrégulière entouré par les différentes ailes du château. À gauche se trouve la tour normande qui constitue la partie originale du château, datant d'environ 1100, À côté de la tour normande se dresse la tour carrée ; c'est le symbole traditionnel de la ville qui conserve encore des traces visibles de son caractère militaire. Dans l'atrium également, près de la tour normande, se trouve un puits surmonté de colonnes, d'où, selon la tradition, toute la ville puisait de l'eau pendant les périodes de sécheresse.  À l'intérieur de l'atrium, il y a de nombreuses armoiries de familles nobles qui se relayaient à la tête du fief, les inscriptions et autres éléments en pierre d'un intérêt artistique notable. Devant l'entrée se trouvent un escalier et un portail du XVIe siècle qui mènent à l'une des parties résidentielles (aile droite) composée de la salle du Conseil, d'un grand vestibule avec une voûte décorée de peintures du XVIe siècle et d'un long couloir qui mène aux pièces aux cheminées monumentales en pierre. Le périmètre extérieur comprend également trois tours angevines circulaires.

## Galerie

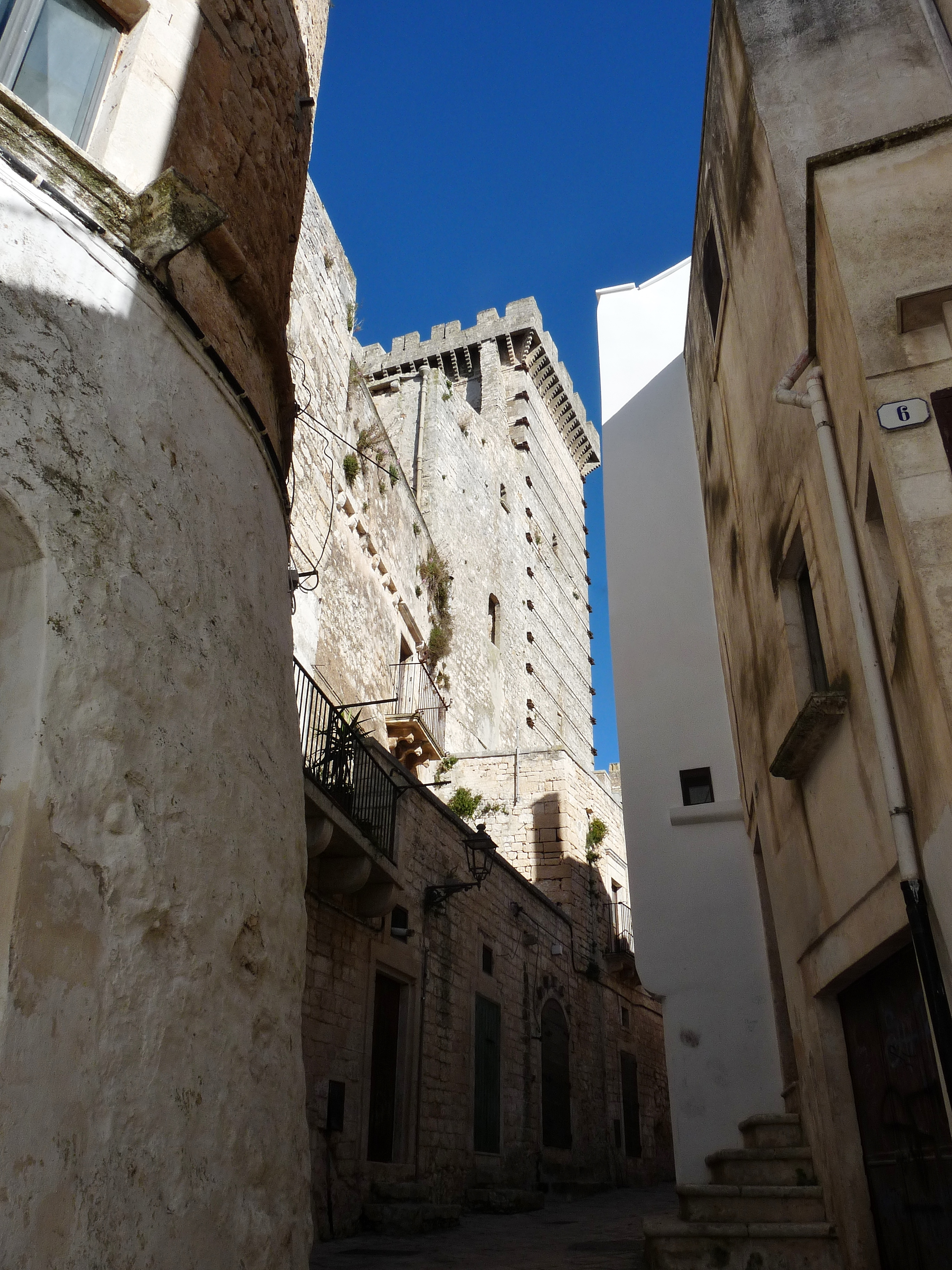
Tour carrée.
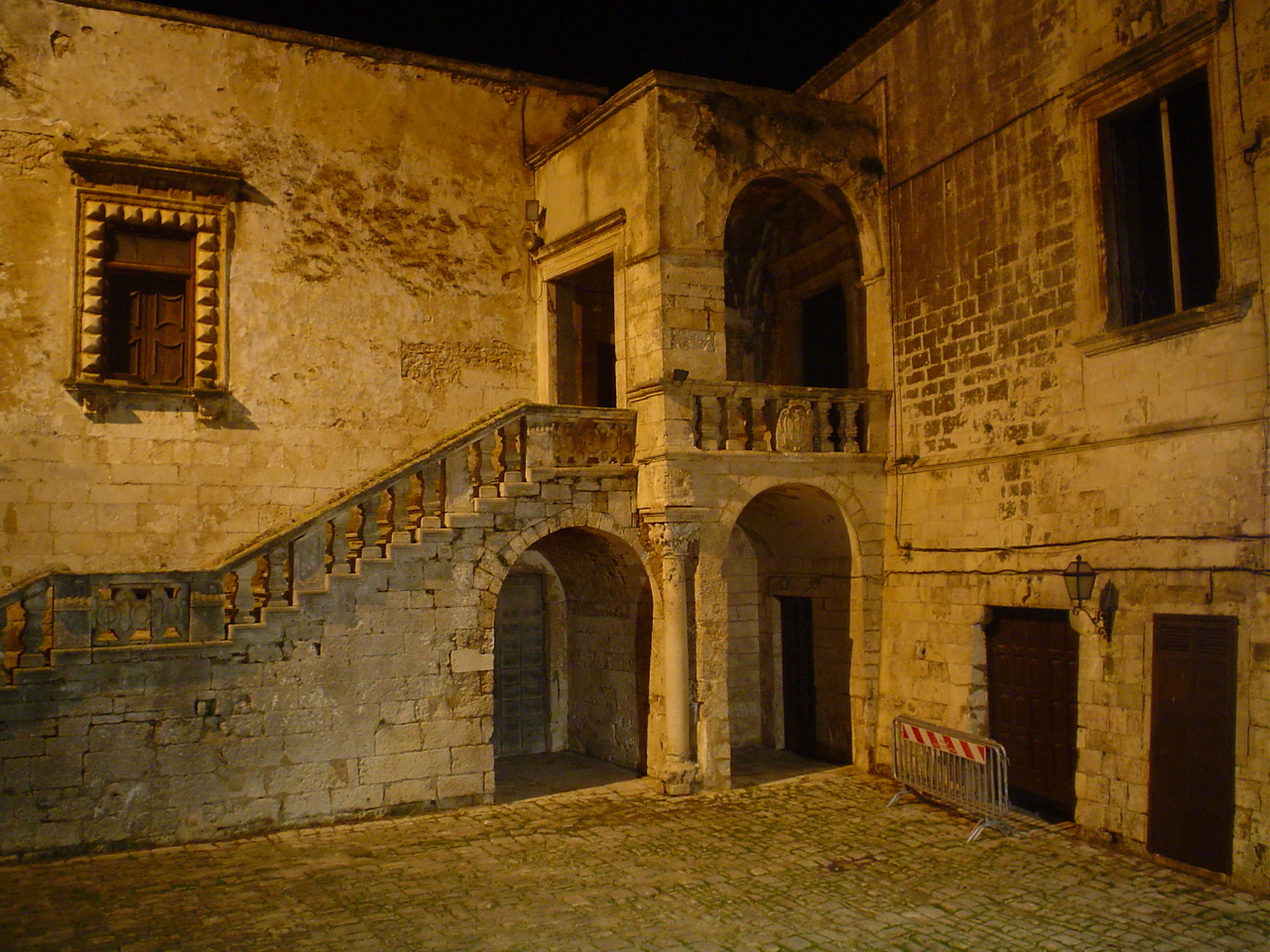
Atrium du château, avant la restauration.
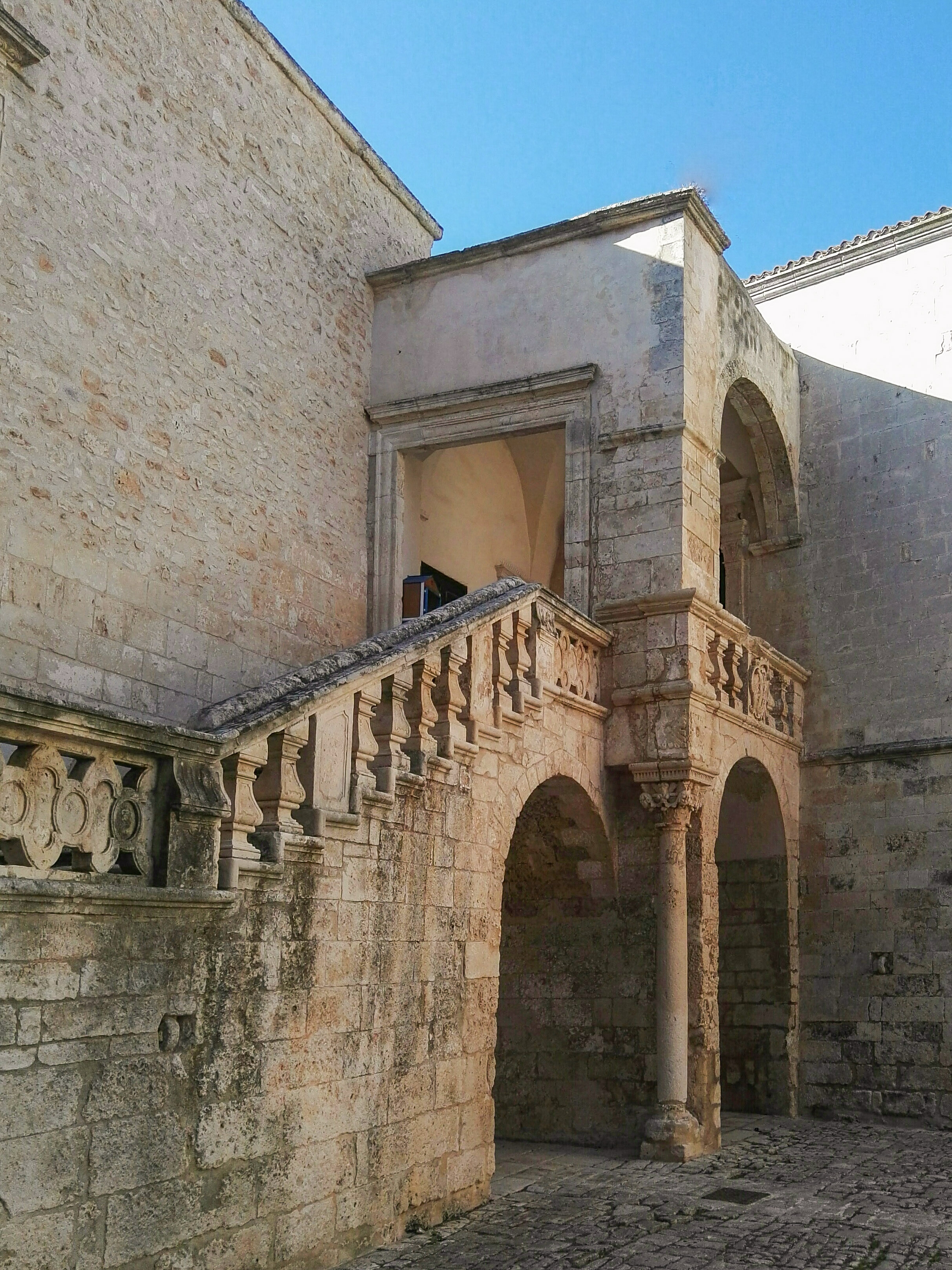
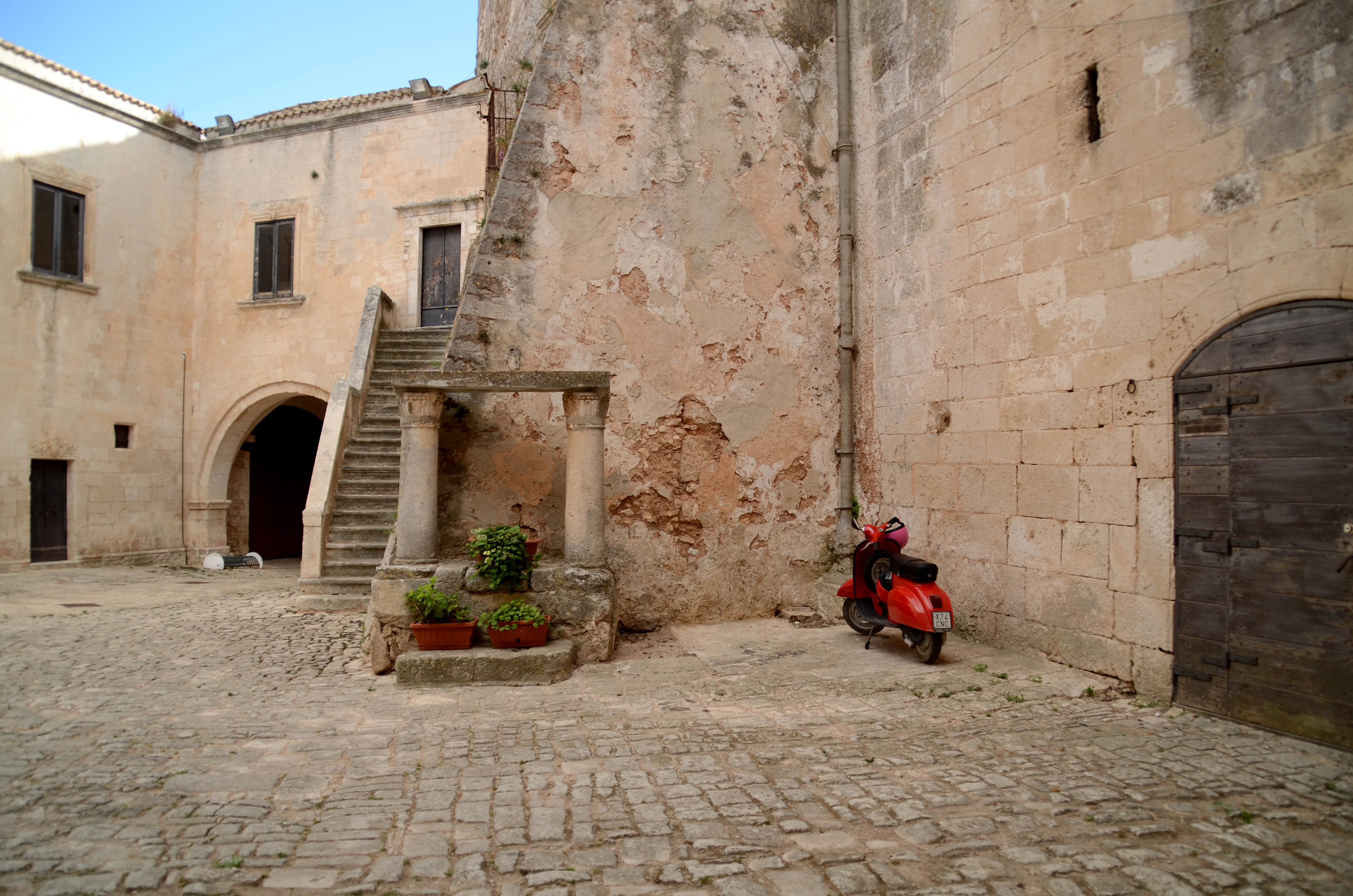